# 🇷🇼
🇷🇼 is een Unicode vlagsequentie emoji die gebruikt wordt als regionale indicator voor Rwanda. De meest gebruikelijke weergave is die van de vlag van Rwanda, maar op sommige platforms (waaronder Microsoft Windows) ziet men de letters RW.
De vlagsequentie is opgebouwd uit de combinatie van de Regional Indicator Symbols 🇷 (U+1F1F7) en 🇼 (U+1F1FC), tezamen de ISO 3166-1 alpha-2 code RW voor Rwanda vormend.
Deze emoji is in 2010 geïntroduceerd met de Unicode 6.0-standaard.

## Gebruik

De landsvlag van Rwanda

Deze emoji wordt gebruikt als regionale aanduiding van Rwanda.

## Codering

De Emoji One-implementatie

### Unicode
In Unicode vindt men de 🇷🇼 met de codesequentie U+1F1F7 U+1F1FC (hex).

### Shortcode
Er zijn shortcodes  voor 🇷🇼; in Github kan deze opgeroepen worden met :rwanda:,  in Slack kan het karakter worden opgeroepen met de code :flag-rw:.